# Mónica de Oriol Icaza
Mónica de Oriol e Icaza (Madrid, 25 de mayo de 1961) es una empresaria y consejera de empresas española. Fundó la empresa de seguridad Seguriber. Fue presidente del Círculo de Empresarios. Es hija del arquitecto Miguel de Oriol e Ybarra, nieta de José María de Oriol y Urquijo y bisnieta de José Luis de Oriol y Urigüen, Marqués de Oriol. 
Está casada con Alejandro Aznar Sainz, presidente de las Bodegas Marqués de Riscal. Es licenciada en Ciencias Económicas por la Universidad Complutense de Madrid en 1984 y diplomada en Economía de la Unión Europea por la Escuela de Economía de Londres así como otras especialidades en materias digitales.
Ha sido profesora de Política Económica en la Universidad Complutense de Madrid y en el campus de Madrid de Saint Louis University.

## Cargos y empresas
Fue fundadora y presidente de la empresa de seguridad Seguriber desde 1989 hasta su venta en el 2018. Ha sido presidente del Seniors Españoles para la Cooperación Técnica (SECOT) y de la Real Fábrica de Tapices de España.
En marzo de 2012 fue nombrada presidente del Círculo de Empresarios siendo la primera mujer en ostentar este cargo. En marzo de 2015, cumplido su mandato de 3 años, fue sucedida en la dirección del Círculo de Empresarios por Javier Vega de Seoane Azpilicueta.
Apoyó el proyecto enoturístico de Marqués de Riscal durante 8 años y ha sido cofundadora de Castillo de Layos en 1981 como uno de los primeros campamentos de verano multiactividad de España. En 2012 fundó la empresa Net4Things una plataforma de gestión de data de movilidad.
Hoy en día es presidente de la Fundación Vizcaína Aguirre. Es miembro del patronato Rafael del Pino así como presidente de honor del Círculo de Empresarios y de SECOT asociación sin ánimo de lucro para directivos jubilados.
En enero de 2018 vendió Seguriber a INV Seguridad y en el 2024 su empresa Net4Things fue adquirida por el grupo EYSA.

## Consejera
Fue miembro del consejo de administración de NTTDATA EMEAL desde el (2020-2024). Fue miembro activo del consejo de administración de INDRA (2006-2018) y de otras empresas como OHL (2012-2018).
Actualmente es consejera del Family Office ORIOL-YBARRA.

## Gestión polémica
Su gestión ha estado marcada por la polémica. Seguriber ha contado con polémica al ser imputada como responsable de la seguridad del pabellón Madrid Arena cuando fallecieron cinco jóvenes en la noche del 1 de noviembre de 2012 debido al exceso de aforo, entre otros motivos. Finalmente, la sentencia definitiva le exoneró de todos los cargos, reconociendo que su área de actuación no incluía el Madrid Arena si no sus aledaños, siendo el recinto “casa de campo” el espacio adjudicado el servicio de seguridad de la empresa.
Asimismo, con el Ministerio del Interior de España, mantuvo contratos de protección privada que ganó en concurso público junto con otras empresas líderes del sector. El inicio de los servicios fue anterior al alto el fuego de ETA y perduró desde el 1991 hasta el 2011.
Durante 2014 hizo varias afirmaciones que provocaron polémica y posteriores disculpas:
- Pide rebajar el Salario mínimo interprofesional a los jóvenes sin formación laboral (abril 2014).[17] Dos días después pidió disculpas.[18][19] Según sus palabras de defensa, su tesis era que había que hacer más atractiva la contratación de los jóvenes que estaban en el desempleo al mismo tiempo que proponía medidas para reincorporarlos al sistema de formación profesional.[20]
- Tildó a los sindicatos de «casta» y afirmó que CCOO, UGT y CEOE «son la herencia de los sindicatos verticales del franquismo» (junio de 2014).[21][22]
- Citó a un directivo de multinacional, el cual comentaba que prefería contratar «a una mujer de más de 45 o menos de 25 años»[23] para evitar «el problema[24]» de que se quede embarazada (octubre de 2014) como crítica política al blindaje de 12 años que acababa de ampliar el gobierno. Poco después matizó estas declaraciones[25] debido a las críticas.[26][27]

## Premios y reconocimientos
La Fundación Rafael del Pino le premió en 2010 como Mujer Líder. En 2008 recibió el Premio Emprendedor del año de ASEME y Comunidad de Madrid. Ha recibido el premio emprendedor del año en 2004 por el IESE y empresaria del año en 2005 por el CSIC así como el en 2008 por el ASEME.